# Dannemarie (Haut-Rhin)
Pour les articles homonymes, voir Dannemarie.
Dannemarie est une commune française située dans l'aire d'attraction de Mulhouse et faisant partie de la collectivité européenne d'Alsace (circonscription administrative du Haut-Rhin), en région Grand Est.
Cette commune se trouve dans la région historique et culturelle d'Alsace.

## Géographie

### Localisation
Dannemarie est située sur la Largue, affluent de l'Ill. Elle est également située au carrefour des RD 419 (Belfort - Altkirch - Bâle), RD 103 (Thann - Delle) et RD 7bis (Dannemarie - Delémont).
La ville possède une gare sur la ligne ferroviaire Belfort - Mulhouse.
Par rapport aux grandes villes des alentours, Dannemarie se situe à 27,5 km au sud-ouest de Mulhouse (en passant par la RD 103 puis par l'autoroute A36), et à 23 km à l'est de Belfort (en empruntant la RD 419).
Enfin, Dannemarie est bordée au nord-ouest par le canal du Rhône au Rhin ; un relais nautique permet aux plaisanciers d'y faire une halte.
| Wolfersdorf | Gommersdorf |             |
| Retzwiller  | Dannemarie  | Ballersdorf |
| Manspach    | Altenach    |             |

### Hydrographie

#### Réseau hydrographique
La commune est dans le bassin versant du Rhin au sein du bassin Rhin-Meuse. Elle est drainée par la Largue, le Bannesen et le Barrenweg,,.
La Largue, d'une longueur de 51 km, prend sa source dans la commune de Oberlarg et se jette  dans l'Ill à Illfurth, après avoir traversé 28 communes.

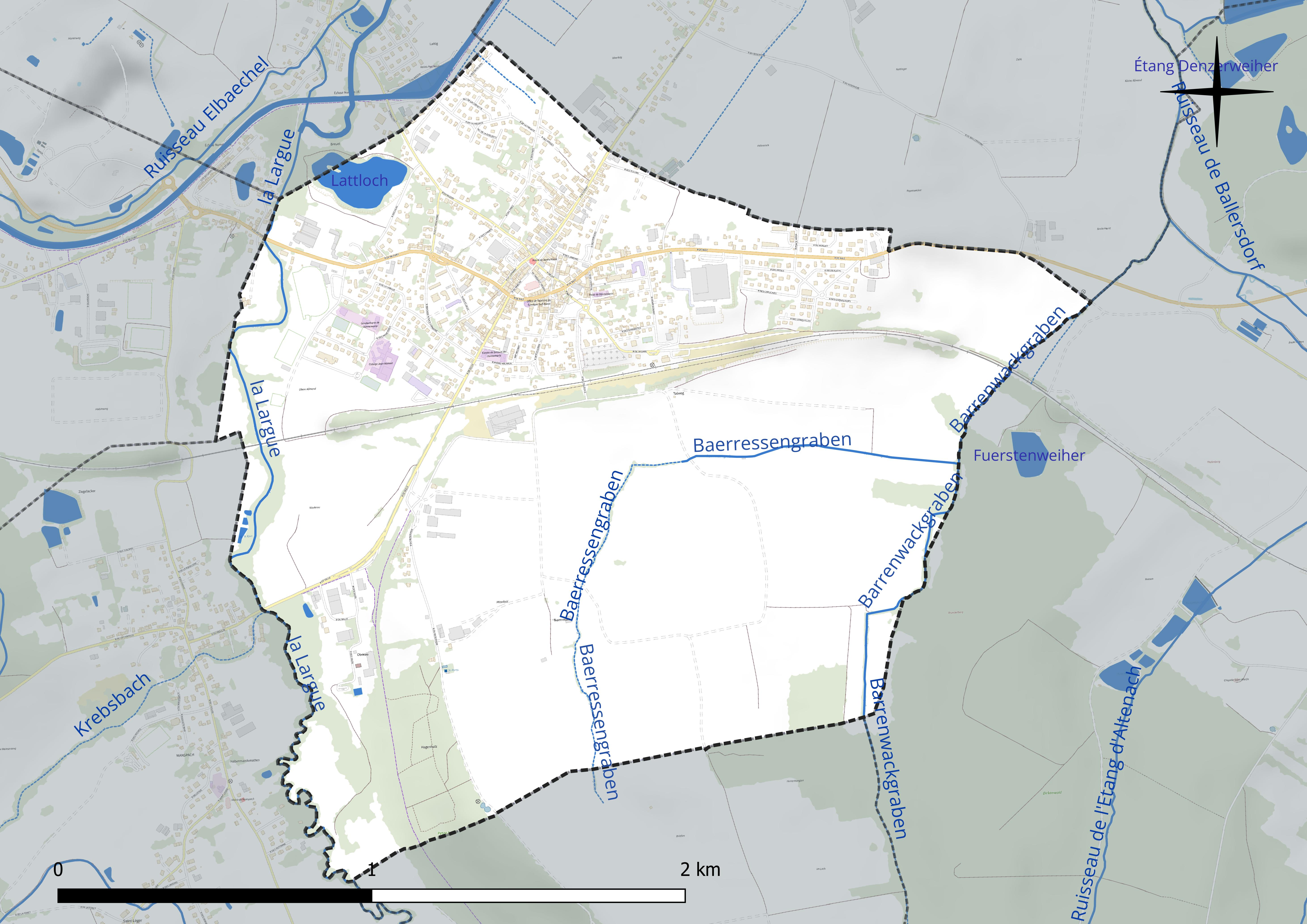
Réseau hydrographique de Dannemarie.

Un plan d'eau complète le réseau hydrographique : Lattloch, d'une superficie totale de 3,4 ha (2,9 ha sur la commune),.

#### Gestion et qualité des eaux
Le territoire communal est couvert par le schéma d'aménagement et de gestion des eaux (SAGE) « Largue ». Ce document de planification concerne le bassin versant de la Largue et une zone située à l'ouest du périmètre (la région de Montreux). Ce territoire s'étend sur 385 km2. Le périmètre a été arrêté le 4 mars 1996 et le SAGE proprement dit a été approuvé le 24 septembre 1999 puis révisé le 17 mai 2016. La structure porteuse de l'élaboration et de la mise en œuvre est le Syndicat mixte pour l'aménagement et la renaturation du bassin versant de la Largue et du secteur de Montreux, qui a évolué en Epage le 1er janvier 2018, sous le nom de Epage Largue.
La qualité des cours d’eau peut être consultée sur un site dédié géré par les agences de l’eau et l’Agence française pour la biodiversité.

### Climat
Pour des articles plus généraux, voir Climat du Grand Est et Climat du Haut-Rhin.
En 2010, le climat de la commune est de type climat des marges montargnardes, selon une étude du Centre national de la recherche scientifique s'appuyant sur une série de données couvrant la période 1971-2000. En 2020, Météo-France publie une typologie des climats de la France métropolitaine dans laquelle la commune est exposée à un climat semi-continental et est dans la région climatique  Vosges, caractérisée par une pluviométrie très élevée (1 500 à 2 000 mm/an) en toutes saisons et un hiver rude (moins de 1 °C).
Pour la période 1971-2000, la température annuelle moyenne est de 10 °C, avec une amplitude thermique annuelle de 17,7 °C. Le cumul annuel moyen de précipitations est de 809 mm, avec 9,1 jours de précipitations en janvier et 9,6 jours en juillet. Pour la période 1991-2020, la température moyenne annuelle observée sur la station météorologique de Météo-France la plus proche, « Carspach », sur la commune de Carspach à 7 km à vol d'oiseau, est de 11,0 °C et le cumul annuel moyen de précipitations est de 827,7 mm. 
La température maximale relevée sur cette station est de 38,1 °C, atteinte le 4 août 2022 ; la température minimale est de −17,7 °C, atteinte le 5 février 2012,,.
Les paramètres climatiques de la commune ont été estimés pour le milieu du siècle (2041-2070) selon différents scénarios d'émission de gaz à effet de serre à partir des nouvelles projections climatiques de référence DRIAS-2020. Ils sont consultables sur un site dédié publié par Météo-France en novembre 2022.

## Urbanisme

### Typologie
Au 1er janvier 2024, Dannemarie est catégorisée bourg rural, selon la nouvelle grille communale de densité à sept niveaux définie par l'Insee en 2022.
Elle appartient à l'unité urbaine de Dannemarie, une agglomération intra-départementale regroupant neuf  communes, dont elle est ville-centre,,. Par ailleurs la commune fait partie de l'aire d'attraction de Mulhouse, dont elle est une commune de la couronne,. Cette aire, qui regroupe 132 communes, est catégorisée dans les aires de 200 000 à moins de 700 000 habitants,.

### Occupation des sols
L'occupation des sols de la commune, telle qu'elle ressort de la base de données européenne d’occupation biophysique des sols Corine Land Cover (CLC), est marquée par l'importance des territoires agricoles (67,2 % en 2018), en diminution par rapport à 1990 (71,5 %). La répartition détaillée en 2018 est la suivante : 
terres arables (57,8 %), zones urbanisées (26,2 %), forêts (6,6 %), prairies (5 %), zones agricoles hétérogènes (4,5 %). L'évolution de l’occupation des sols de la commune et de ses infrastructures peut être observée sur les différentes représentations cartographiques du territoire : la carte de Cassini (XVIIIe siècle), la carte d'état-major (1820-1866) et les cartes ou photos aériennes de l'IGN pour la période actuelle (1950 à aujourd'hui).

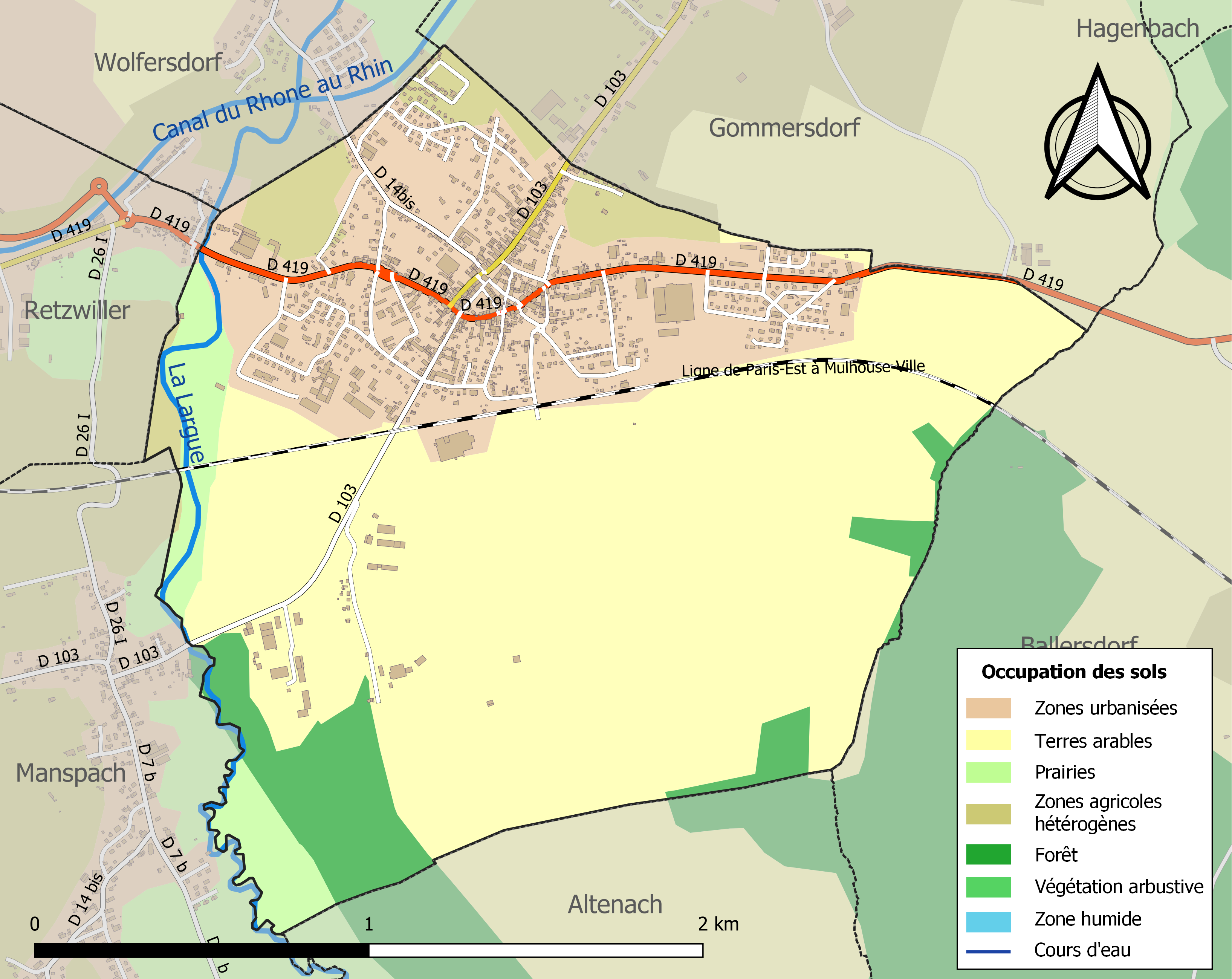
Carte des infrastructures et de l'occupation des sols de la commune en 2018 (CLC).

## Toponymie
Dammerkirch en allemand.
Dàmmerkìrch en alsacien.

## Histoire
Entre les collines sous-vosgiennes et les premiers contreforts du Jura, dans la trouée de Belfort près du seuil de partage des eaux de Valdieu, on trouve un bourg blotti sur les pentes d’une colline de la vallée de la Largue. On y arrive tout naturellement par la route, le rail ou par le canal du Rhône au Rhin car c’est depuis des centaines d’années un lieu de passage où a émergé une forte fonction commerciale.

### Une ville commerçante depuis le Moyen Âge
La localité apparaît pour la première fois en 1016 sous le nom de Danamarachiricha.
Dannemarie la commerçante possède depuis le XIVe siècle un marché hebdomadaire et abritait jadis une des foires les plus réputées du sud de l'Alsace, la foire Saint-Georges.
Durant le Moyen Âge et l'époque moderne, Dannemarie est victime des guerres successives et envahie voire en partie détruite : en 1427 lors de l'invasion du Sundgau par les troupes du comte de Montjoie et du comte de Neufchâtel qui font la guerre à leurs vassaux autrichiens, pendant la guerre des Bourguignons en 1474, pendant la guerre de Trente Ans (1618-1648).
La cité passe de mains en mains durant toute cette période : les comtes de Ferrette jusqu'en 1324, les Habsbourg jusqu'en 1648, et finalement les ducs de Mazarin jusqu'à la Révolution.

### De la révolution industrielle à nos jours
Dannemarie entre dans le XIXe siècle comme le reste de la France et observe le progrès arriver à elle par les nouveaux modes de transport et l'industrie : canal du Rhône au Rhin en 1833, arrivée de la ligne de chemin de fer Paris-Mulhouse et ouverture de la gare de Dannemarie en 1857, ouverture de la tuilerie Gilardoni à Wolfersdorf en 1868. Le bourg se mue en petite cité et gagne en population et en dynamisme.
Puis, comme le reste de l’Alsace, Dannemarie est annexée à l’Empire allemand pour plus de 40 ans. La prospérité se poursuit et on construit notamment la ligne de chemin de fer Dannemarie-Pfetterhouse-Bonfol en 1910, obtenue par le plus célèbre des maires dannemariens, le docteur Eugène Ricklin, futur meneur du mouvement autonomiste alsacien dans les années 1920.
En août 1914, Dannemarie est occupée par les troupes françaises et sera pour toute la durée de la Grande Guerre le centre névralgique militaire pour tout le front du Sundgau.
Au cours des années 1920 et au début des années 1930, Dannemarie connaît une période de prospérité : une usine textile DMC s'y installe et de nouveaux quartiers fleurissent.
La ville est également marquée par le drame de la Seconde Guerre mondiale, annexée et obligée de vivre à l’heure nazie. Nombre de ses habitants sont déportés ou incorporés de force dans la Wehrmacht. Dannemarie est libérée le 27 novembre 1944 après deux jours d’âpres combats par la Brigade Alsace Lorraine commandée par l’illustre André Malraux et la 5e Division Blindée.
Après la guerre, le moment est à la reconstruction et à l’extension : sous les mandats des maires Messerlin et Mertzweiller, Dannemarie se dote d’équipements centraux et devient une véritable petite ville : groupe médical, salle polyvalente, nouveaux lotissements et HLM.
Entre 1962 et 2007, sa population double presque en passant de 1 380 à 2 324 habitants.
Aujourd'hui plus que jamais, Dannemarie en tant que bourg-centre joue un rôle de moteur et rayonne sur la Porte d’Alsace avec son commerce dynamique et ses multiples services à la population : collège, poste, foyer de la culture, médiathèque, centre de secours, hôpital, maison de retraite, institut médico-éducatif, accueil périscolaire.

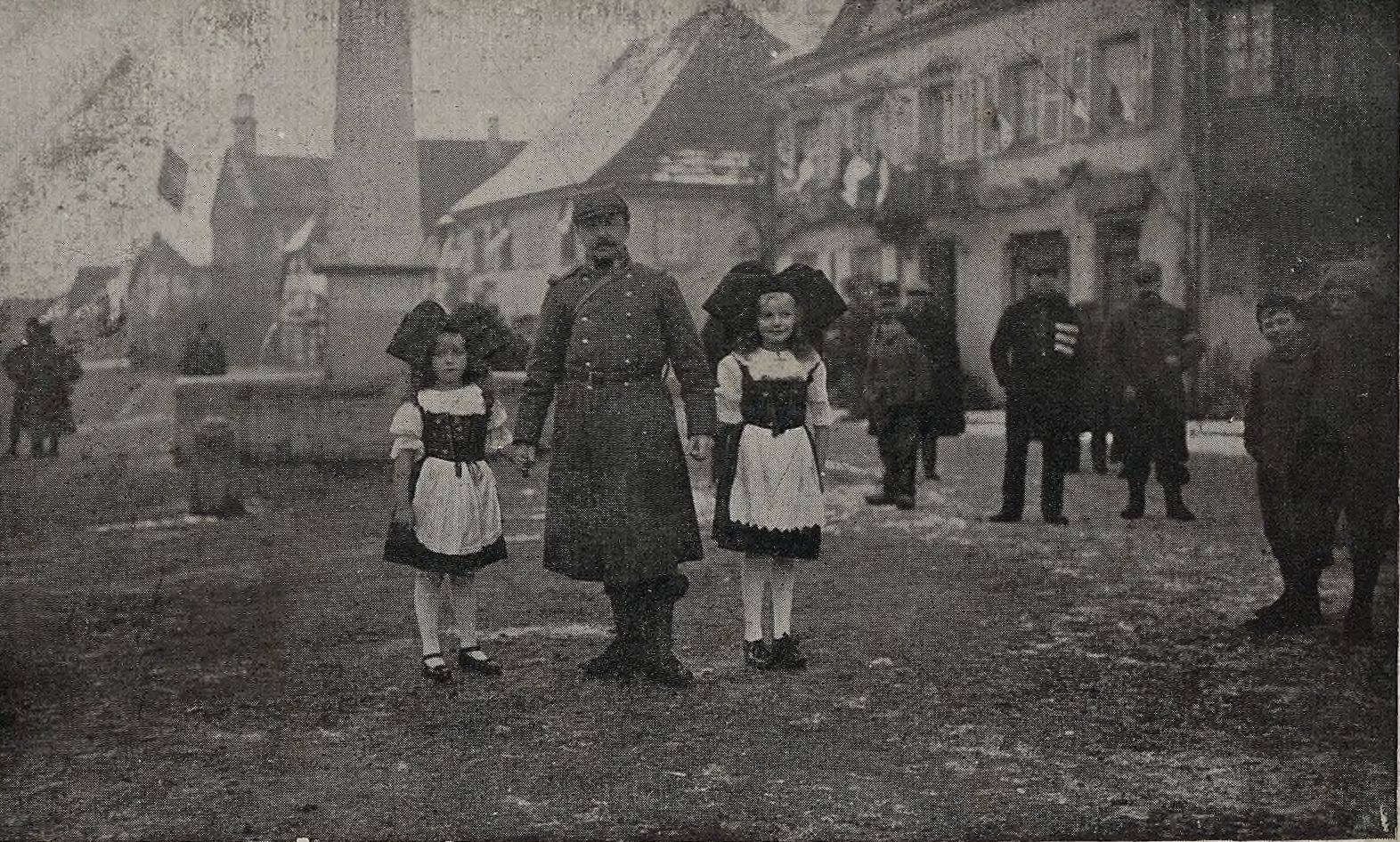
1915 le dessinateur Zislin,
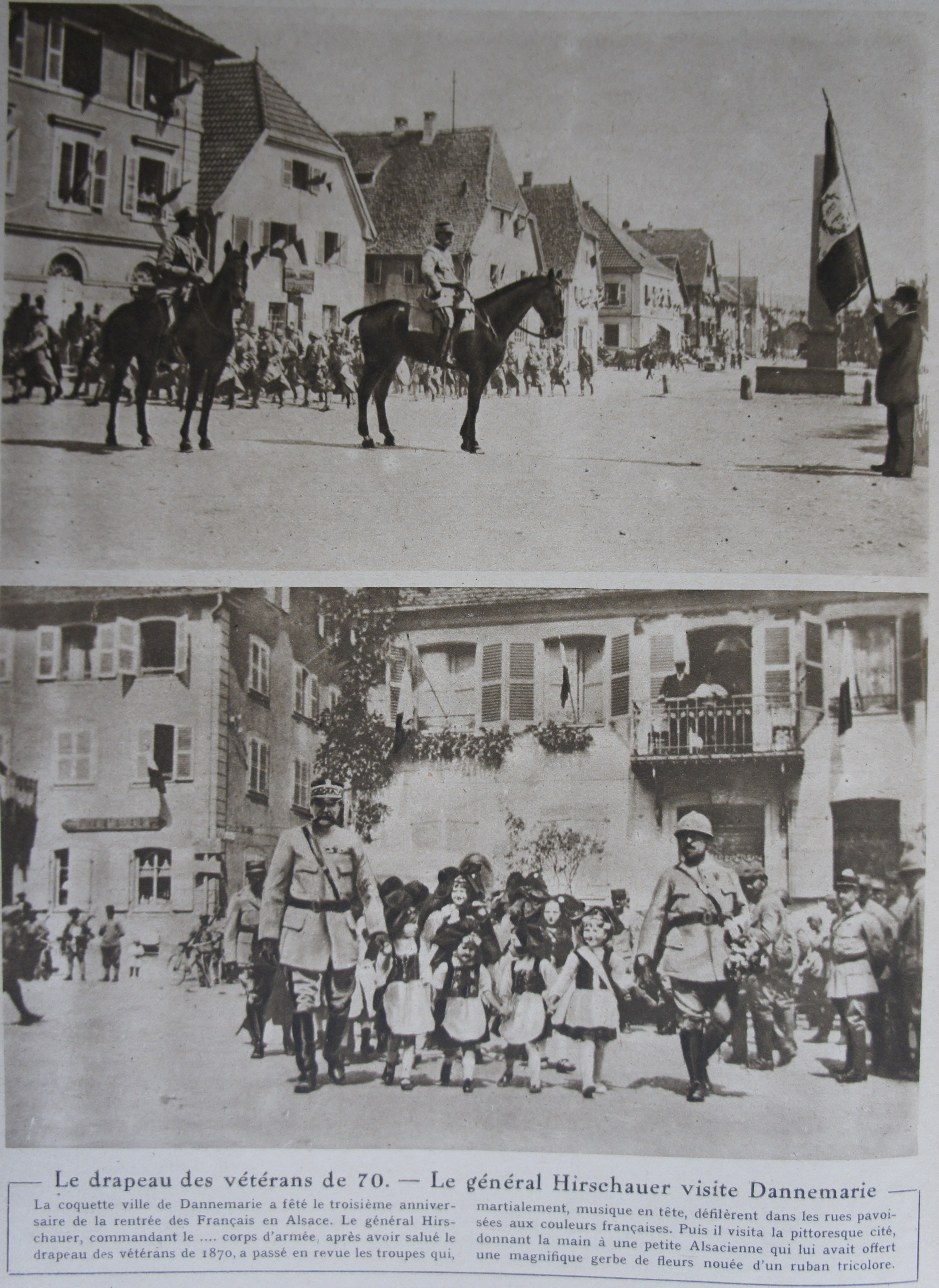
1917, visite du général Hirschauer.
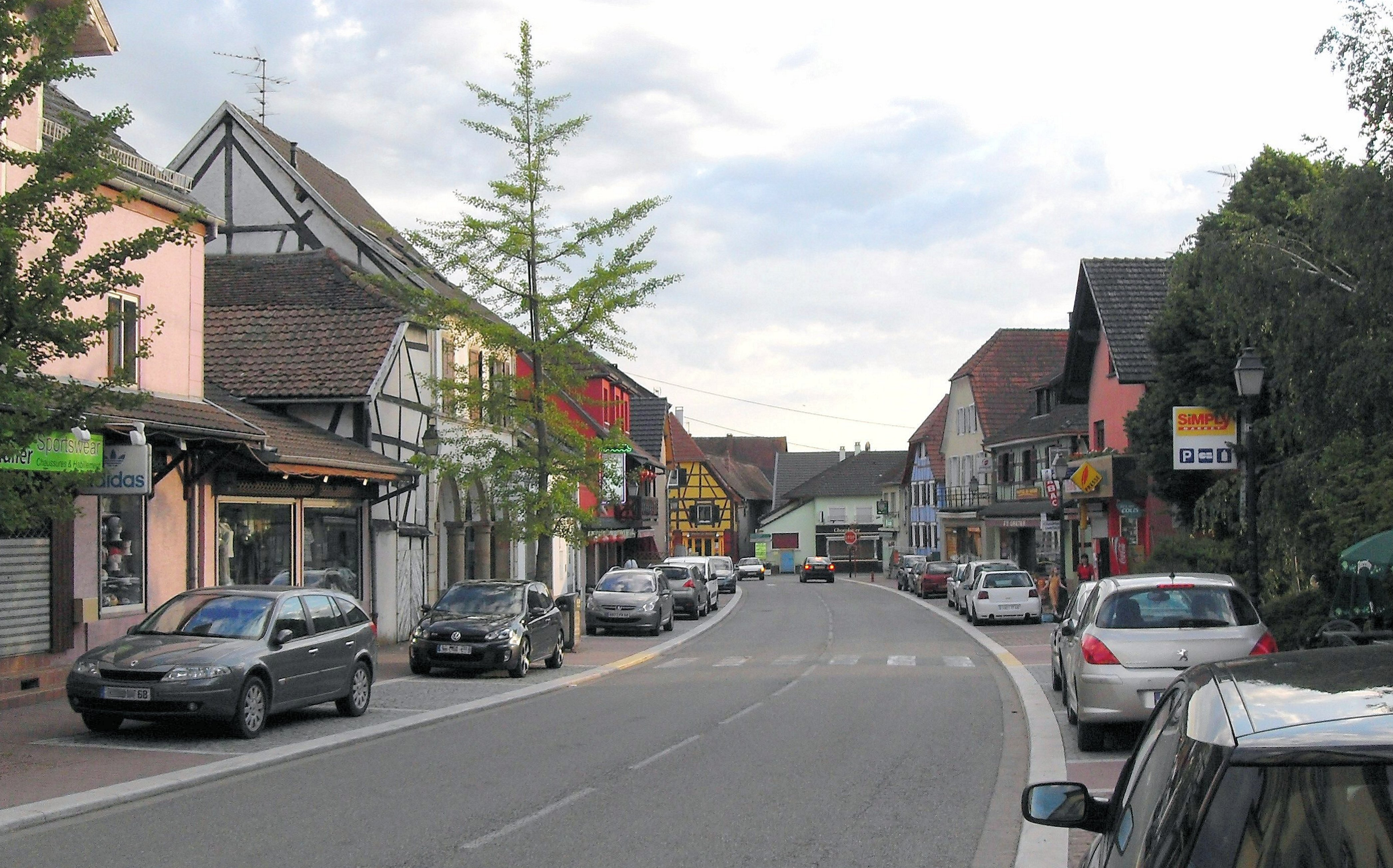
Rue Saint-Léonard.

## Politique et administration

### Découpage territorial
La commune de Dannemarie est membre de la communauté de communes Sud Alsace Largue, un établissement public de coopération intercommunale (EPCI) à fiscalité propre créé le 15 juin 2016 dont le siège est à Dannemarie. Ce dernier est par ailleurs membre d'autres groupements intercommunaux.
Sur le plan administratif, elle est rattachée à l'arrondissement d'Altkirch, à la circonscription administrative de l'État du Haut-Rhin, en tant que circonscription administrative de l'État, et à la région Grand Est.
Sur le plan électoral, elle dépendait jusqu'en 2020 du  canton de Masevaux-Niederbruck pour l'élection des conseillers départementaux au sein du conseil départemental du Haut-Rhin. Depuis le 1er janvier 2021, elle dépend du même canton pour l'élection des conseillers d'Alsace au sein de la collectivité européenne d'Alsace.

### Liste des maires
| Période   | Période                       | Identité                  | Étiquette             | Qualité                                                            |
| --------- | ----------------------------- | ------------------------- | --------------------- | ------------------------------------------------------------------ |
| 1945      | mars 1959                     | Marcel Messerlin          |                       | Boulanger                                                          |
| mars 1959 | mars 1983                     | Raymond Mertzweiller      | UNR puis UDR puis RPR | Droguiste Conseiller général de Dannemarie (1961 → 1979)           |
| mars 1983 | mars 1989                     | Jean-Jacques Merius       |                       | Vétérinaire                                                        |
| mars 1989 | juin 1995                     | Jean Kauffmann            |                       | Directeur de banque                                                |
| juin 1995 | mars 2001                     | Gilbert Valentin          |                       | Professeur d'histoire, maire honoraire                             |
| mars 2001 | mars 2008                     | Jean-Louis Premersdoerfer |                       | Retraité                                                           |
| mars 2008 | mai 2020                      | Paul Mumbach (d)          | SE (app. UL)          | Retraité Président de l'Association des maires ruraux du Haut-Rhin |
| mai 2020  | En cours (au 11 février 2022) | Alexandre Berbett (d)     | SE                    | Archiviste, ancien adjoint                                         |

En juin 2014, l'élection municipale de mars 2014 est annulée, à cause de la diffusion de tracts polémiques la veille du scrutin sur Facebook, l'écart de voix n'étant que de 17 voix le soir du second tour,,.

## Équipements et services publics

### Enseignement
La ville de Dannemarie a un collège public d'enseignement secondaire, le collège Jean Monnet, une école primaire (Albert Schweitzer) et une école maternelle.

## Population et société

### Démographie
L'évolution du nombre d'habitants est connue à travers les recensements de la population effectués dans la commune depuis 1793. Pour les communes de moins de 10 000 habitants, une enquête de recensement portant sur toute la population est réalisée tous les cinq ans, les populations de référence des années intermédiaires étant quant à elles estimées par interpolation ou extrapolation. Pour la commune, le premier recensement exhaustif entrant dans le cadre du nouveau dispositif a été réalisé en 2005.

En 2022, la commune comptait 2 258 habitants, en évolution de −0,04 % par rapport à 2016 (Haut-Rhin : +0,66 %, France hors Mayotte : +2,11 %).
| 1793 | 1800 | 1806 | 1821  | 1831  | 1836  | 1841  | 1846  | 1851  |
| ---- | ---- | ---- | ----- | ----- | ----- | ----- | ----- | ----- |
| 734  | 724  | 754  | 1 070 | 1 240 | 1 342 | 1 214 | 1 298 | 1 227 |

| 1856  | 1861  | 1866  | 1871  | 1875  | 1880  | 1885  | 1890  | 1895  |
| ----- | ----- | ----- | ----- | ----- | ----- | ----- | ----- | ----- |
| 1 294 | 1 218 | 1 146 | 1 164 | 1 117 | 1 121 | 1 091 | 1 119 | 1 104 |

| 1900  | 1905  | 1910  | 1921  | 1926  | 1931  | 1936  | 1946  | 1954  |
| ----- | ----- | ----- | ----- | ----- | ----- | ----- | ----- | ----- |
| 1 120 | 1 184 | 1 175 | 1 044 | 1 158 | 1 268 | 1 220 | 1 218 | 1 201 |

| 1962  | 1968  | 1975  | 1982  | 1990  | 1999  | 2005  | 2006  | 2010  |
| ----- | ----- | ----- | ----- | ----- | ----- | ----- | ----- | ----- |
| 1 380 | 1 702 | 1 965 | 1 939 | 1 820 | 1 988 | 2 259 | 2 299 | 2 323 |

| 2015  | 2020  | 2022  | - | - | - | - | - | - |
| ----- | ----- | ----- | - | - | - | - | - | - |
| 2 252 | 2 266 | 2 258 | - | - | - | - | - | - |

## Économie
Dannemarie a conservé un tissu commercial et artisanal local très dense notamment en centre-ville.
Le jury régional du concours 2008 des villes et villages fleuris d'Alsace a attribué lors de sa visite du 1er août des « nouvelles fleurs » aux communes méritantes. La ville de Dannemarie a été récompensée par l'attribution d'une deuxième fleur qui récompense ainsi tous les efforts d'embellissement réalisés par la collectivité et notamment par ses ouvriers.

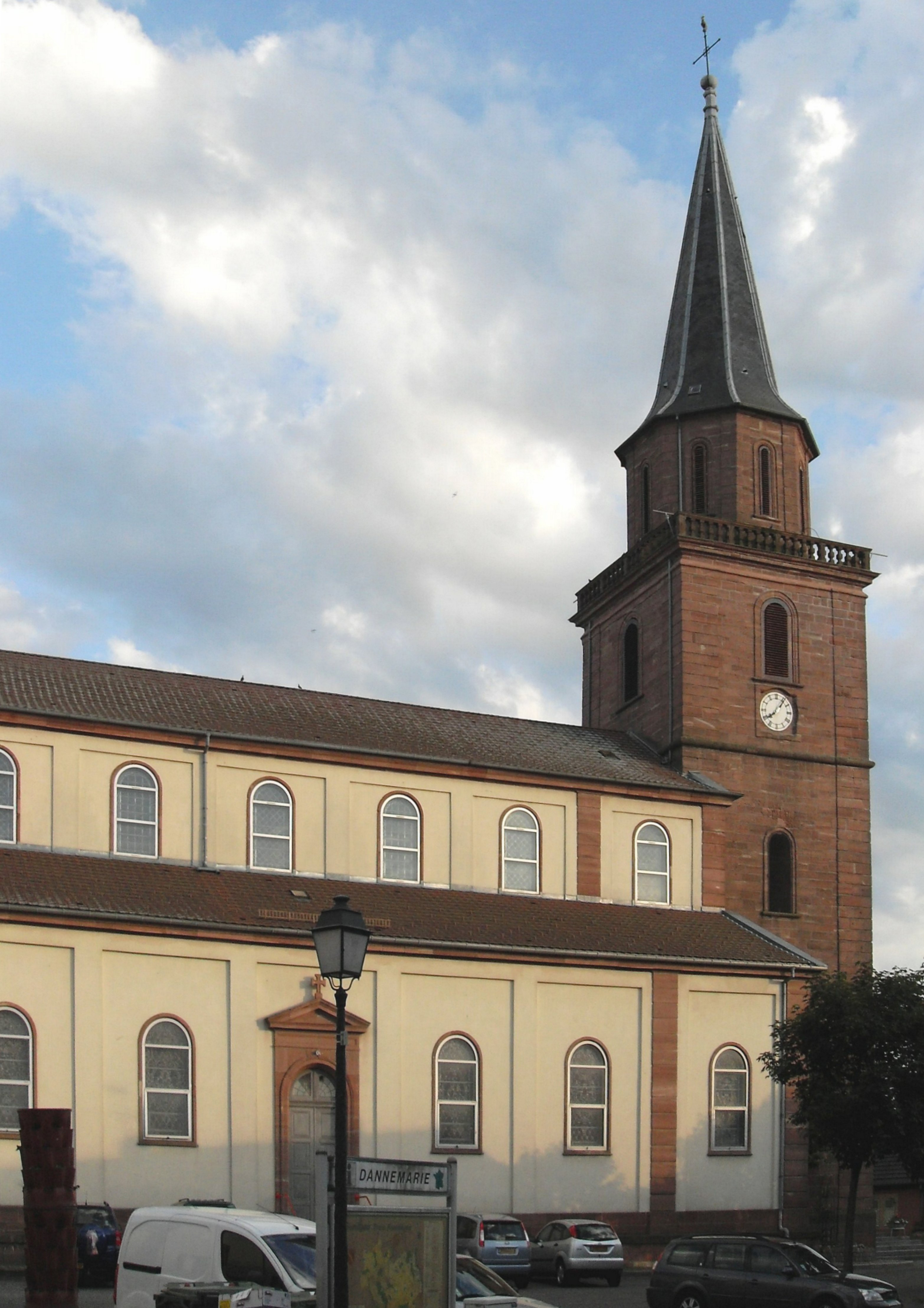
L'église Saint-Léonard.

## Culture locale et patrimoine

### Lieux et monuments
Église Saint-Léonard, de style néo-roman, achevée en 1855, avec un clocher de 45 m de haut datant de 1725.
Orgue Joseph Callinet dont le buffet a été classé monument historique en 1988 et la partie instrumentale en 2012.
Viaducs ferroviaires de 390 m de long et 20 m de haut pour celui côté Ballersdorf et 500 m de long et 29 m de haut pour celui côté Retzwiller. Leur construction débuta en 1855 pour s'achever en 1858 avec l'inauguration de la ligne Paris-Mulhouse.
Nécropole militaire nationale de la Première Guerre mondiale.

### Personnalités liées à la commune
- Eugène Ricklin (1862-1935), né à Dannemarie, homme politique alsacien, Président du Landtag d'Alsace-Lorraine de 1911 à 1918 et l'un des principaux meneurs du mouvement autonomiste alsacien dans les années 1920.
- Monique Wittig (1935-2003), née à Dannemarie, romancière, philosophe, théoricienne et militante féministe lesbienne - l'une des fondatrices du « MLF » (mouvement de libération des femmes) dans les années 1960.

### Héraldique
| Blason de Dannemarie | Les armes de Dannemarie se blasonnent ainsi : « D'azur à la façade d'église romane d'argent ajourée du champ et ouverte de sable, la Vierge et l'Enfant d'or posés sur une nuée d'argent entre deux clochers surmontés de croix de même. » |